# Tituly a vyznamenání Juliány Nizozemské

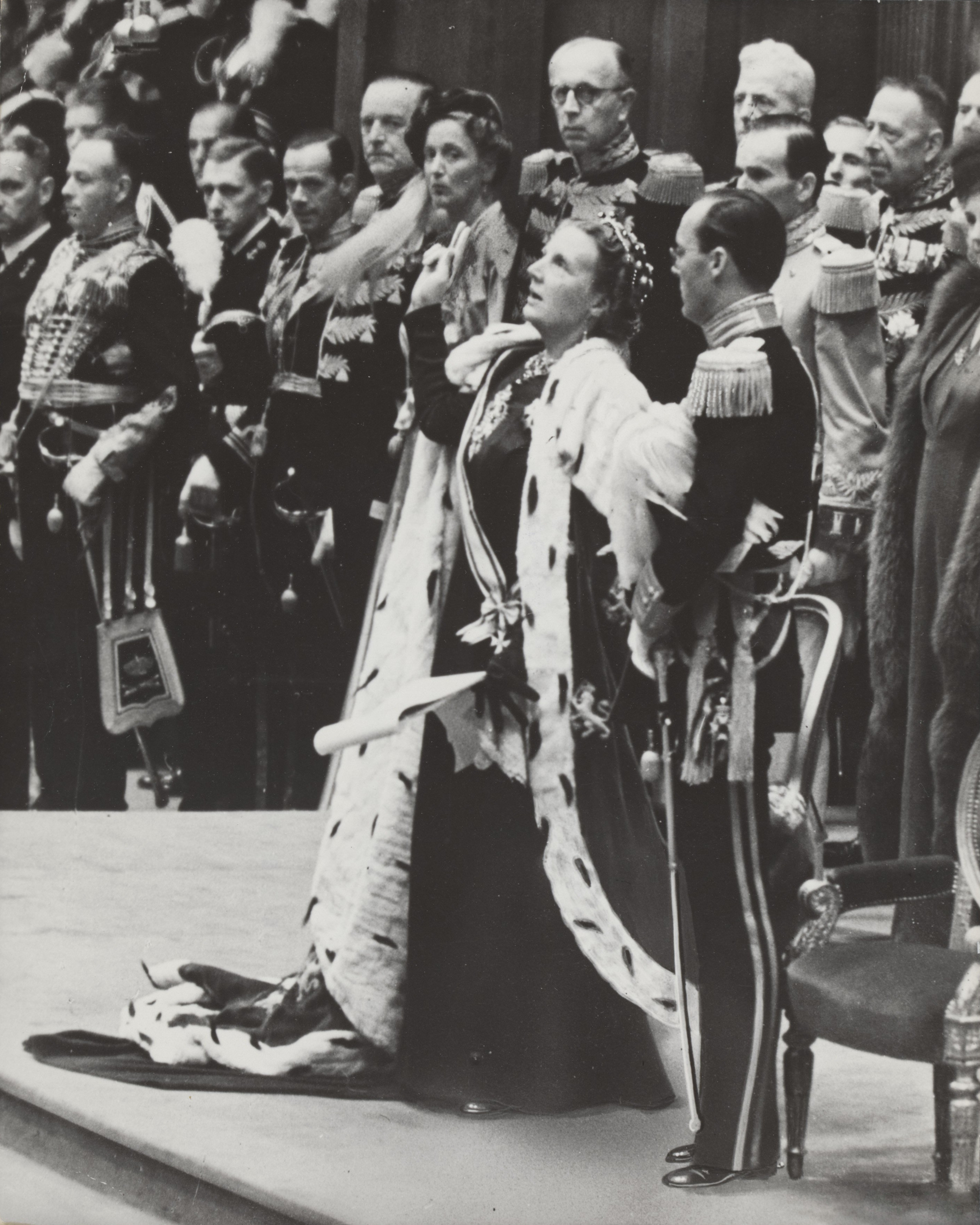
Inaugurace královny Juliány v roce 1948

Juliána Nizozemská byla držitelkou řady titulů a vyznamenání, které získala před nástupem na trůn, během své vlády i po své abdikaci.

## Tituly
- 30. dubna 1909 – 7. ledna 1937: Její královská Výsost princezna Juliána Nizozemská, princezna oranžsko-nasavská, vévodkyně meklenburská
- 7. ledna 1937 – 6. září 1948: Její královská Výsost princezna Juliána Nizozemská, princezna oranžsko-nasavská, vévodkyně meklenburská, kněžna lippe-biesterfeldská[1]
- 6. září 1948 – 30. dubna 1980: Její Veličenstvo královna nizozemská, princezna oranžsko-nasavská, vévodkyně meklenburská, kněžna lippe-biesterfeldská[1]
- 30. dubna 1980 – 20. března 2004: Její královská Výsost princezna Juliána Nizozemská, princezna oranžsko-nasavská, vévodkyně meklenburská, kněžna lippe-biesterfeldská[2]

Za svobodna bylo její celé jméno s tituly Její královská Výsost princezna Juliána Louisa Ema Marie Vilhelmína Nizozemská, princezna oranžsko-nasavská, vévodkyně meklenburská atd. Po sňatku mohla na základě dekretu její matky přijmout knížecí titul svého manžela.

## Vyznamenání

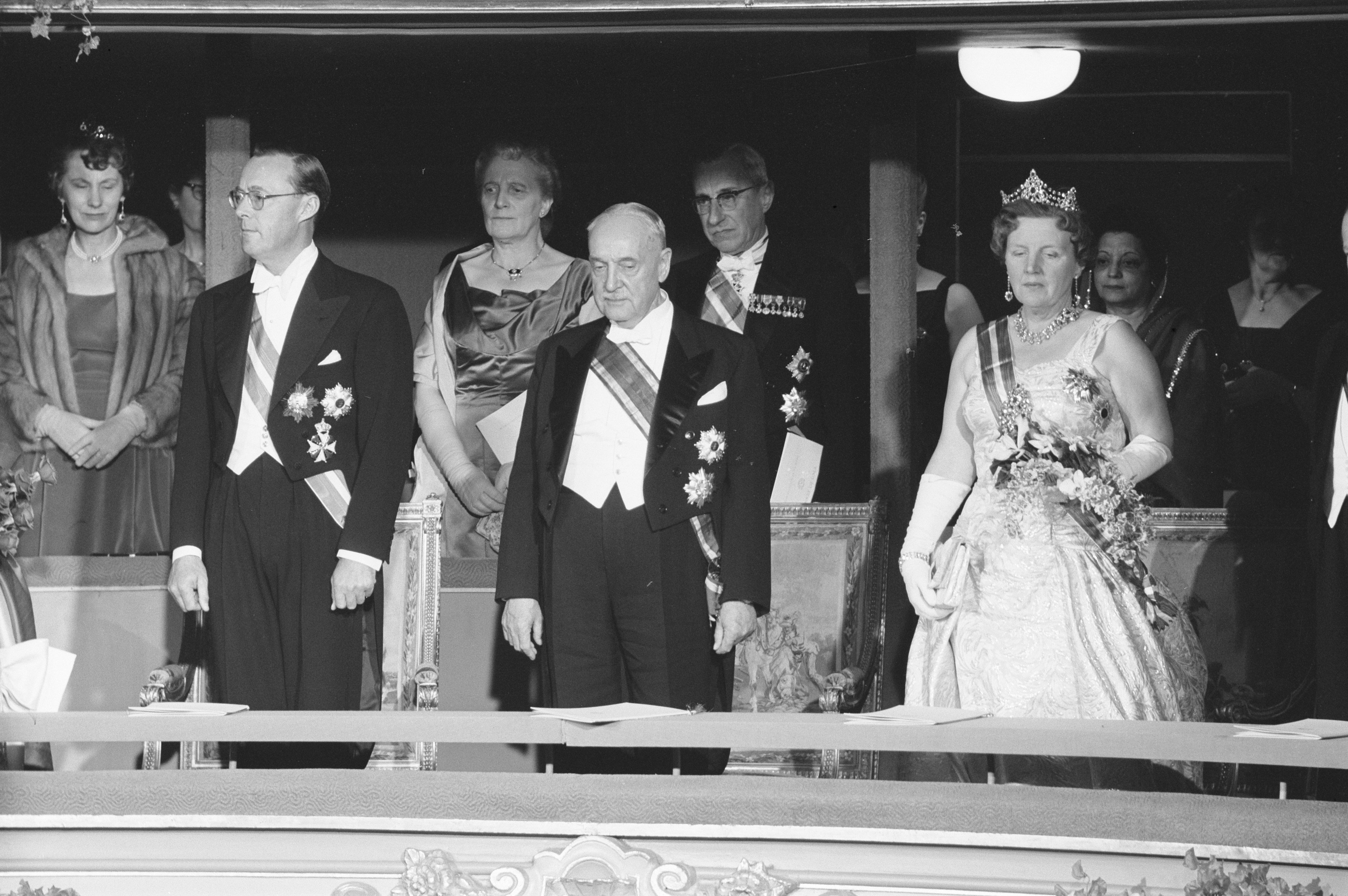
Státní návštěva rakouského prezidenta Adolfa Schärfa v roce 1961

### Nizozemská vyznamenání

#### Velmistr řádů
- Vojenský řád Vilémův
- Řád nizozemského lva
- Řád dynastie Oranžsko-Nasavské
- spolu-velmistr Nasavského domácího řádu zlatého lva
- Domácí oranžský řád

#### Osobní vyznamenání

Erb Juliány Nizozemské jakožto dámy velkokříže s řetězem Řádu Karla III.

- rytíř velkokříže Řádu nizozemského lva
- čestná dáma Domácího oranžského řádu

- Medaile červeného kříže
- Herinneringsmedaille – 1933
- Medaile stříbrného výročí královny Vilemíny a prince Jindřicha
- Inaugurační medaile královny Beatrix – 30. dubna 1980

### Zahraniční vyznamenání

Erb Juliány Nizozemské jakožto dámy Řádu Serafínů

#### Státní vyznamenání
- Argentina
  -  velkokříž s řetězem Řádu osvoboditele generála San Martína
- Belgie
  -  velkokříž Řádu Leopolda
  -  velkokříž Řádu koruny
- Brazílie
  -  velkokříž s řetězem Řádu Jižního kříže
- Česko
  -  Řád Bílého lva I. třídy s řetězem
- Dánsko
  -  rytíř Řádu slona – 5. dubna 1946
- Dominikánská republika
  -  velkokříž se zlatou hvězdou Řádu za zásluhy Duarta, Sáncheze a Melly
- Ekvádor
  -  velkokříž s řetězem Národního řádu svatého Vavřince
- Finsko
  -  velkokříž s řetězem Řádu bílé růže – 1972[4]
- Francie
  -  velkokříž Řádu čestné legie
- Honduras
  -  velkokříž Řádu Francisca Morazána
- Chile
  -  velkokříž s řetězem Řádu za zásluhy
- Indonésie
  -  člen I. třídy Řádu hvězdy Indonéské republiky
- Itálie
  -  velkokříž s řetězem Řádu zásluh o Italskou republiku – 23. října 1973[5]
- Japonsko
  -  Řád drahocenné koruny I. třídy
- Jugoslávie
  -  velkohvězda Řádu jugoslávské hvězdy
- Kamerun
  -  velkostuha Řádu za chrabrost
- Kolumbie
  -  velkokříž s řetězem Řádu Boyacá
  -  velkokříž Řádu San Carlos
- Libérie
  -  velkostuha Řádu liberijských průkopníků
  -  velkostuha Řádu africké hvězdy
- Lucembursko
  -  rytíř Nasavského domácího řádu zlatého lva
  -  velkokříž Řádu dubové koruny
- Mexiko
  -  řádový řetěz Řádu aztéckého orla
- Německo
  -  velkokříž speciální třídy Záslužného řádu Spolkové republiky Německo – 24. listopadu 1969
- Nepál
  - Mahéndrův řetěz
  -  Řád cti
  -  velkokříž Řádu Ojaswi Rajanya
- Nikaragua
  -  velkokříž s řetězem Řádu Rubéna Daría
- Norsko
  -  velkokříž s řetězem Řádu svatého Olafa
- Panama
  -  velkokříž s řetězem Řádu Manuela Amadora Guerrera
- Paraguay
  -  velkokříž s řetězem Národního řádu za zásluhy
- Peru
  -  velkokříž s diamanty Řádu peruánského slunce
- Pobřeží slonoviny
  -  řetěz Národního řádu Pobřeží slonoviny
- Polsko
  -  rytíř Řádu bílé orlice – 1937[6]
- Rakousko
  -  velkohvězda Čestného odznaku Za zásluhy o Rakouskou republiku – 1961[7]
- Senegal
  -  velkokříž Národního řádu lva
- Spojené království
  -  dáma Podvazkového řádu
  -  Královský Viktoriin řetěz
  -  čestná dáma velkokříže Královského Viktoriina řádu – 21. listopadu 1950[8]
  -  Korunovační medaile Jiřího VI.
- Spojené státy americké
  -  Chief CommanderLegion of Merit
  -  Medaile Vítězství ve druhé světové válce
- Surinam
  -  velkostuha Čestného řádu žluté hvězdy
- Španělsko
  -  velkokříž s řetězem Řádu Karla III. – 15. března 1980 – udělil král Juan Carlos I.[9]
- Švédsko
  -  rytíř Řádu Serafínů – 8. dubna 1946
- Tanzanie
  -  velkokříž Řádu pochodně Uhuru hory Kilimandžáro‏‎
- Thajsko
  -  dáma Řádu Mahá Čakrí – 24. října 1960[10]
  -  dáma Řádu Rajamitrabhorn – 15. října 1963[11]
- Tchaj-wan
  -  velkostuha Řádu příznivých oblaků
- Tunisko
  -  velkokříž s řetězem Řádu nezávislosti
- Venezuela
  -  velkokříž s řetězem Řádu osvoboditele

#### Dynastická vyznamenání
- Hohenzollernové
  -  dáma Královského pruského řádu Luisina
- Meklenburští
  -  velkokříž Domácího řádu vendické koruny
- Pahlaví
  -  člen I. třídy Řádu Pahlaví
- Řecká královská rodina
  -  velkokříž Královského řádu Spasitele
  -  velkokříž Řádu Jiřího I.
- Šalomounovci
  -  dáma Řádu Šalomounova[12]

### Ocenění
- Nansenova cena – Organizace spojených národů
- Medaile svobody